# Grand Prix moto d'Ulster 1949
Le Grand Prix moto d'Ulster 1949 est la cinquième manche du Championnat du monde de vitesse moto 1949. La compétition s'est déroulée le 19 au 20 août 1949 sur le Circuit de Clady dans le Comté d'Antrim (Irlande). C'est la 21e édition du Grand Prix moto d'Ulster et la 1re édition comptant pour le championnat du monde.

## Résultats des 500 cm³
| Pos | Pilote             | Moto    | Temps/Écart       | Points |
| --- | ------------------ | ------- | ----------------- | ------ |
| 1   | Leslie Graham      | AJS     | 2 h 34 min 05 s 4 | 11     |
| 2   | Artie Bell         | Norton  | +1 min 39 s 0     | 8      |
| 3   | Nello Pagani       | Gilera  | +1 min 48 s 6     | 7      |
| 4   | Bill Doran         | AJS     | +1 min 54 s 6     | 6      |
| 5   | Jock West (en)     | AJS     | +6 min 15 s 6     | 5      |
| 6   | Cromie McCandless  | Norton  | + 14 min 41 s 6   |        |
| 7   | Harry T. Turner    | Norton  |                   |        |
| 8   | James Scott        | Triumph |                   |        |
| 9   | Edward C. Nicholls | Triumph |                   |        |
| 10  | Ernie Callaghan    | Triumph |                   |        |
| 11  | ...                | ...     |                   |        |

## Résultats des 350 cm³
| Pos  | Pilote           | Moto      | Temps             | Points |
| ---- | ---------------- | --------- | ----------------- | ------ |
| 1    | Freddie Frith    | Velocette | 2 h 24 min 34 s 8 | 11     |
| 2    | Charlie Salt     | Velocette | + 31 s 4          | 8      |
| 3    | Reg Armstrong    | AJS       | + 39 s            | 7      |
| 4    | Eric McPherson   | AJS       | +1 min 21 s 4     | 6      |
| 5    | Frank Fry        | Velocette | +1 min 52 s 6     | 5      |
| 6    | Dickie Dale      | Norton    | +4 min 38 s 8     |        |
| 7    | Harry Hinton     | Norton    | +4 min 39 s 2     |        |
| 8    | Louis Carter     | Norton    | +4 min 49 s 2     |        |
| 9    | Les Dear         | AJS       | +6 min 12 s 4     |        |
| 10   | Arthur Wheeler   | Velocette | +7 min 06 s 2     |        |
| 11   | C. A. Stevens    | AJS       | +7 min 25 s 2     |        |
| 12   | Bob Matthews     | Velocette | +7 min 32 s 2     |        |
| 13   | C. Gray          | AJS       | +10 min 21 s 2    |        |
| 14   | J. P. E. Hodgkin | AJS       | +10 min 22 s 4    |        |
| 15   | S. Anderton      | AJS       | +11 min 00 s 2    |        |
| 16   | G. L. Paterson   | AJS       | +11 min 01 s 2    |        |
| 17   | S. T. Barnett    | AJS       | +12 min 30 s 2    |        |
| 18   | J. Hayes         | AJS       | +12 min 53 s 2    |        |
| 19   | Humphrey Ranson  | AJS       | +13 min 12 s 2    |        |
| 20   | C. B. Carr       | Velocette | +13 min 13 s 2    |        |
| 21   | A. J. Glazebrook | AJS       | +14 min 08 s 2    |        |
| 22   | T. L. Irwin      | Norton    | +14 min 16 s 2    |        |
| 23   | N. Ferguson      | AJS       | +15 min 08 s 2    |        |
| 24   | T. F. Tindle     | Velocette | +15 min 51 s 2    |        |
| 25   | J. S. Slater     | AJS       | +16 min 50 s 2    |        |
| 26   | J. Baillie       | Velocette | +19 min 03 s 2    |        |
| 27   | A. E. Shaw       | Velocette | +19 min 42 s 2    |        |
| 28   | R. E. Browne     | AJS       | +20 min 21 s 2    |        |
| 29   | R. H. Pilling    | Velocette | +20 min 25 s 2    |        |
| Abd. | ...              | ...       |                   |        |

## Résultats des 250 cm³
| Pos | Pilote           | Moto       | Temps             | Points |
| --- | ---------------- | ---------- | ----------------- | ------ |
| 1   | Maurice Cann     | Moto Guzzi | 2 h 28 min 31 s 6 | 11     |
| 2   | Bruno Ruffo      | Moto Guzzi | +2 min 07 s 4     | 8      |
| 3   | Ronald Mead      | Norton     | +7 min 05 s 4     | 7      |
| 4   | George Reeve     | Excelsior  | +10 min 45 s 4    | 6      |
| 5   | Douglas Beasley  | Excelsior  | +11 min 59 s 4    | 5      |
| 6   | William Dehaney  | Excelsior  | +12 min 53 s 4    |        |
| 7   | Chris Tattersall | CTS        | +13 min 56 s 4    |        |
| 8   | ...              | ...        |                   |        |

## Résultats des 125 cm³
Pas de compétition dans cette catégorie pendant l'édition 1949